# Nyírpilis
Nyírpilis ist eine ungarische Gemeinde im Kreis Nyírbátor im Komitat Szabolcs-Szatmár-Bereg. Ungefähr zwei Drittel der Bewohner zählen zur Volksgruppe der Roma.

## Geografische Lage
Nyírpilis liegt ungefähr sieben Kilometer südöstlich der Kreisstadt Nyírbátor. Nachbargemeinden sind Nyírvasvári, Bátorliget, Ömböly und Piricse.

## Geschichte
Im Jahr 1907 gab es in der damaligen Kleingemeinde 204 Häuser und 1201 Einwohner auf einer Fläche von 4137 Katastraljochen. Sie gehörte zu dieser Zeit zum Bezirk Nyírbátor im Komitat Szabolcs.

## Sehenswürdigkeiten
- Griechisch-katholische Kirche Szent Miklós püspök, erbaut 1802[4]
- Millenniumsdenkmal

## Verkehr
Durch Nyírpilis verläuft die Nebenstraße Nr. 49129. Es bestehen Busverbindungen über Piricse nach Nyírbátor, wo sich der nächstgelegene Bahnhof befindet.